# Zelfportret met vioolspelende dood
Zelfportret met vioolspelende dood (Duits: Selbstbildnis mit fiedelndem Tod) is een schilderij van de Zwitserse kunstschilder Arnold Böcklin, gemaakt in 1872, 75 × 61 centimeter groot. Het schilderij bevindt zich in de collectie van de Alte Nationalgalerie te Berlijn.

## Context
Vanaf 1855 ontwikkelde Böcklin een allegorische kunst, vol mythische figuren, legenden en bijgeloof. De dood is een veelvuldig terugkerend thema, met zijn vijf versies van Die Toteninsel als bekendste voorbeelden. Gesuggereerd is wel dat deze obsessie met de dood te maken heeft met zijn eigen levenservaringen. Enkele van zijn kinderen waren vroeg gestorven, tweemaal moest hij met zijn gezin op de vlucht voor een cholera-epidemie en kort voordat hij het hier besproken zelfportret schilderde, te München, werd hij nog geconfronteerd met de verschrikkingen van de Frans-Duitse Oorlog. Böcklin stond daarenboven bekend als een zwaarmoedig man.

## Afbeelding
Zelfportret met de vioolspelende dood heeft, als veel van Böcklins werk, sterke wortels in de romantische traditie. Het morbide tafereel is geschilderd in een krachtig clair-obscur. De pose van de kunstenaar intrigeert. Keurig gekleed, in een hoog gesloten jas met daaronder een wit overhemd, kijkt hij de toeschouwer hooghartig aan, als een heroïsch individu. De grijnzende dood lijkt dit effect nog te versterken. Tegelijkertijd lijkt het alsof de schilder zijn werkzaamheden even heeft onderbroken om scherp te luisteren naar de melodie die achter hem weerklinkt vanuit de viool van de dood, met de ene nog resterende lage G-snaar. De vraag kan gesteld worden of hij met zijn houding de vergankelijkheid van het leven erkent, als een soort memento mori, of dat hij de dood net uitdaagt met een statement dat kunst onsterfelijk maakt. Bijzonder met betrekking tot deze overweging is dat hij het werk schilderde op een moment dat hij als kunstenaar aan de top van zijn roem stond en erelid werd van de Kunstacademie in München.
Böcklin werd tot Zelfportret met de vioolspelende dood geïnspireerd door een schilderij dat hij gezien had in de Alte Pinakothek te München, waar hij toen woonde, en dat indertijd nog werd toegeschreven aan Hans Holbein de Jonge. Op zijn beurt werden de schilders Hans Thoma en Lovis Corinth later, door hun kennisname met het hier besproken werk, weer aangezet tot vergelijkbare zelfportretten. Ook het tweede deel van Mahlers vierde symfonie, gecomponeerd vlak voor Böcklins sterven, is geïnspireerd op het hier besproken schilderij, dat algemeen geldt als het hoogtepunt in diens portrettenoeuvre.

## Galerij

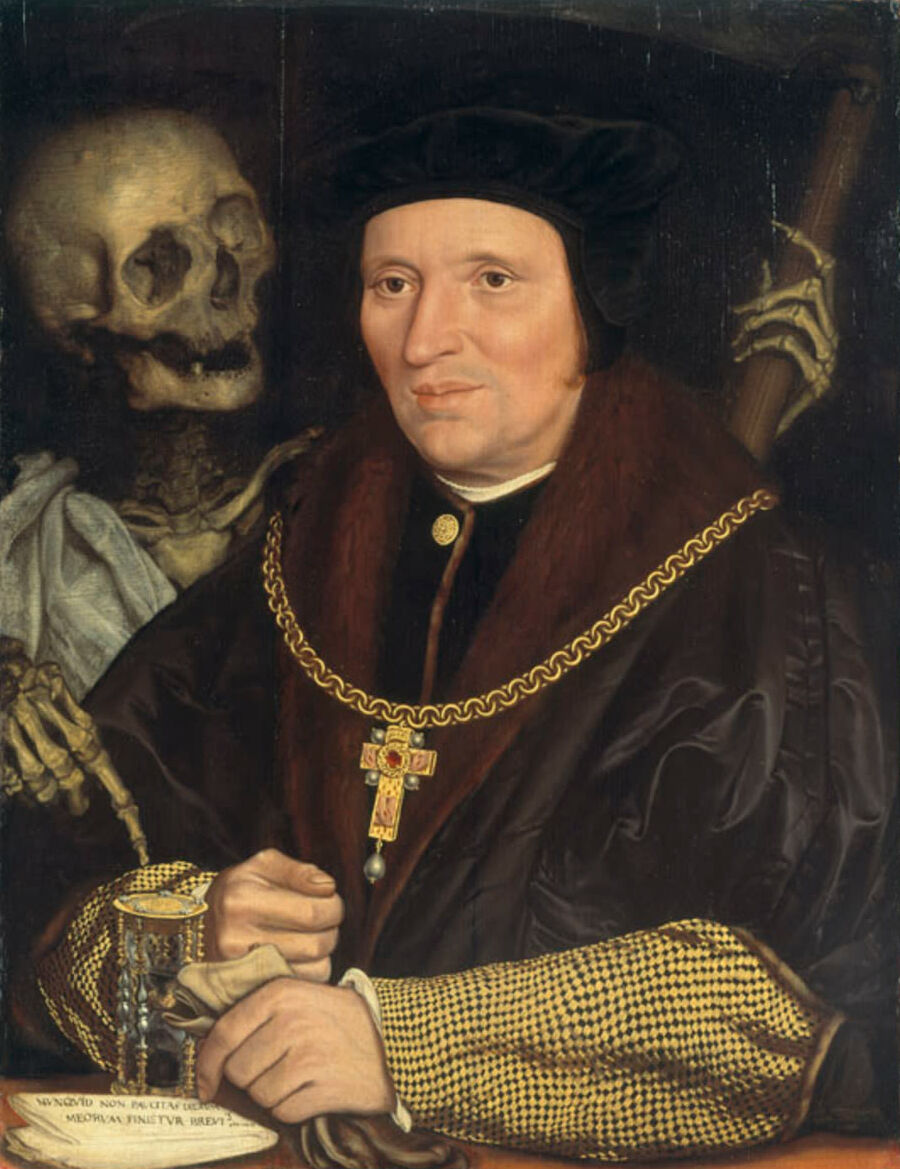
Portret van Sir Brian Tuke met de dood, navolger Hans Holbein de Jonge
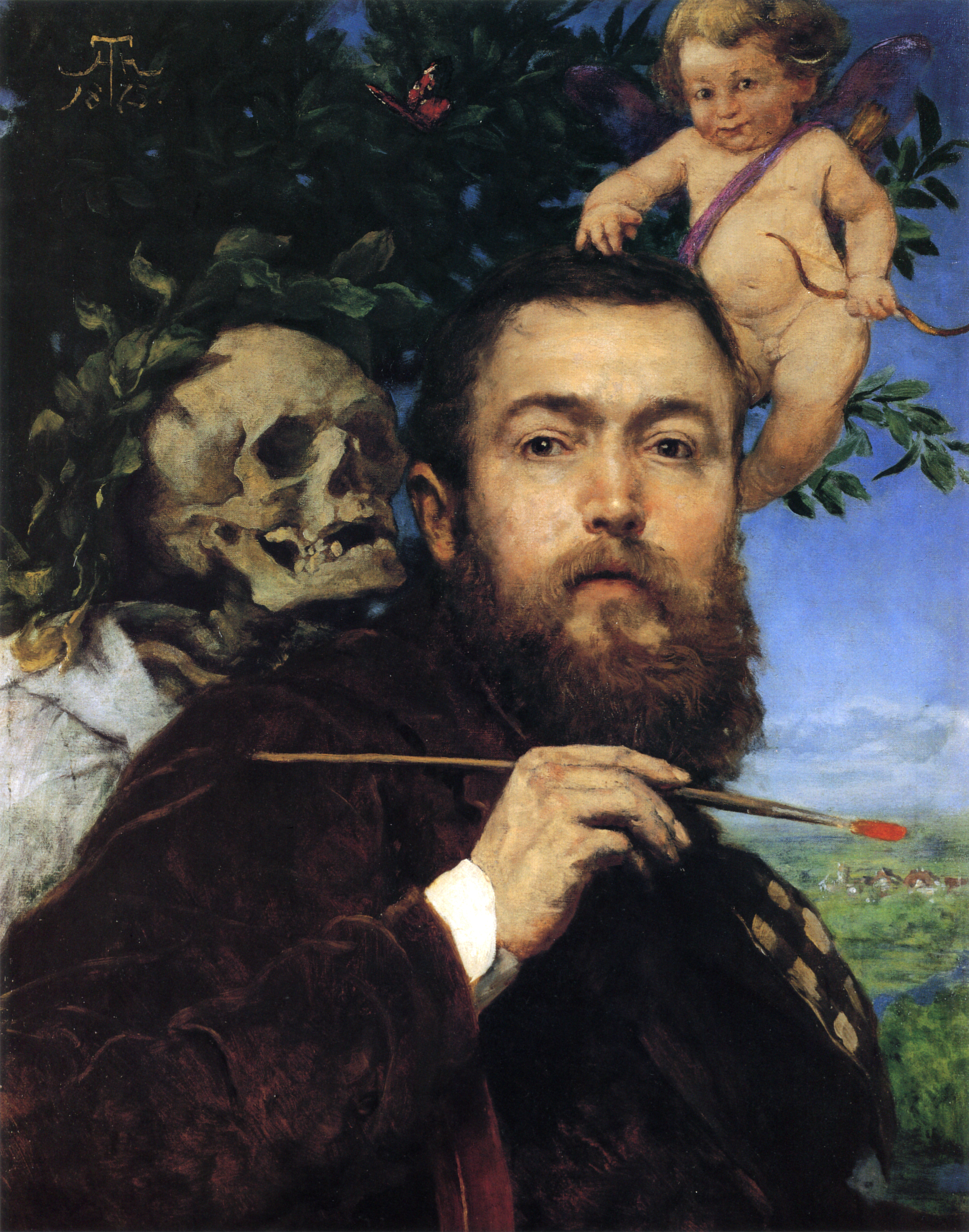
Zelfportret met de dood en de liefde van Hans Thoma, 1875
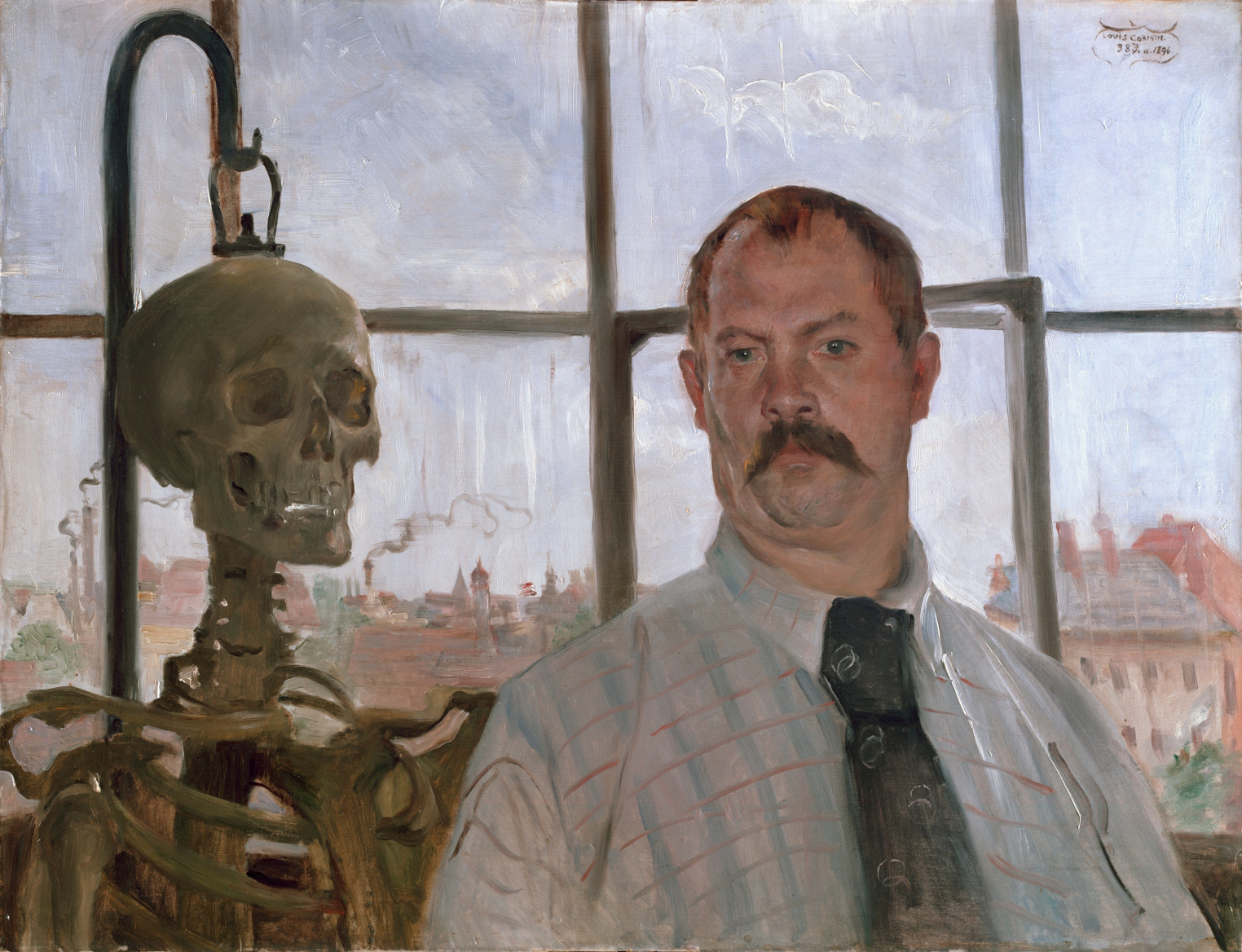
Zelfportret met schedel door Corinth, 1896